# Suturoglypta iontha
Suturoglypta iontha är en snäckart som först beskrevs av Henry William Ravenel 1861.  Suturoglypta iontha ingår i släktet Suturoglypta och familjen Columbellidae. Inga underarter finns listade i Catalogue of Life.